# Vlajkovci
Vlajkovci (en serbio cirílico : Влајковци) es un pueblo de Serbia, situado en el municipio de Brus, en el distrito de Rasina. En el censo de 2011 contaba con 397 habitantes.

## Demografía
| 1948 | 1953 | 1961 | 1971 | 1981 | 1991 | 2002 | 2011 |
| ---- | ---- | ---- | ---- | ---- | ---- | ---- | ---- |
| 533  | 545  | 535  | 503  | 472  | 468  | 437  | 397  |